# Blaze (site)
Blaze é um site de apostas e cassino online sediado na ilha de Curaçau. Se tornou notório no Brasil a partir de 2023, após patrocínios a influenciadores como Neymar e Felipe Neto e acusações de golpe.
Foi proibido em Portugal em 2019. Esteve bloqueado no Brasil entre setembro de 2023 e agosto de 2024, quando foi desbloqueado no país após decisão do Tribunal de Justiça de São Paulo. A empresa conseguiu licença para operar legalmente no Brasil, apesar das polêmicas.

## Polêmicas
A Blaze entrou no circuito mediático de Portugal, em 2019, depois de uma reportagem da Rádio Renascença que dava conta de que alguns dos maiores youtubers portugueses, como SirKazzio e Wuant, estavam promovendo o site de apostas, que não dispunha de licença para operar no país. Na sequência dessa reportagem, a Blaze recebeu notificação do Serviço de Regulação e Inspeção de Jogos (SRIJ) para cessar atividade. A Blaze tentou operar nos Estados Unidos e também teve suas operações bloqueadas. Mais tarde em 2019, a empresa começou a operar no Brasil. Em agosto de 2022, após receber algumas críticas, a Blaze alegou que não roubava clientes e que havia um problema com saques travados devido a problemas cadastrais.
A partir de maio de 2023, a Blaze ganhou projeção nacional especialmente devido a um vídeo do youtuber Daniel Penin intitulado "BLAZE – Tire dos Pobres e dê aos Influencers", onde denuncia que quem mais se beneficia no jogo são os influenciadores, que fazem a propaganda para o site. Segundo Penin, os influencers poderiam lucrar até 50 milhões de reais com os patrocínios, e uma das maneiras de pagamento do site aos influenciadores é que, cada vez que um apostador perde dinheiro na Blaze, os patrocinadores recebem comissão. Segundo Penin, dentro da Blaze teria uma inteligência artificial por trás de todos os jogos que estão lá, criado para manipular as apostas e fazer o apostador perder dinheiro. Esse robô seria programado para o apostador pensar que vai ganhar dinheiro e acabar perdendo o que tem. Penin também mostrou que a localização da sede da empresa estava em um paraíso fiscal, e que o CEO tinha uma identidade completamente anônima.
Em junho de 2023, a Blaze somava 24 704 reclamações no site Reclame Aqui, com a maioria das pessoas relatando golpe e falta de pagamento. O site classificou a empresa como "não recomendada", pois "não responde a pelo menos 50% das reclamações recebidas". Um levantamento da Organized Crime and Corruption Reporting Project (OCCRP), em parceria com o Portal do Bitcoin, encontrou 15 processos judiciais contra a Blaze em oito estados brasileiros.
Após o vídeo de Penin, diversos influencers foram criticados por patrocinar a Blaze, especialmente o futebolista Neymar e o youtuber Felipe Neto. Neymar assinou o contrato no final de 2022 onde, por quatro anos, ele seria o embaixador global do grupo. Felipe Neto iniciou o patrocínio no segundo semestre de 2022, e chegou a fazer uma transmissão ao vivo no YouTube na qual passou uma hora e meia jogando e falando sobre a Blaze. Após as críticas, Felipe defendeu a empresa, disse que estava sendo alvo de "campanha difamatória", e pediu por regulamentação de jogos de azar em suas redes sociais. Posteriormente, afirmou expressamente em vídeo no YouTube que manterá o contrato. O youtuber Peter Jordan disse que não renovaria o contrato. O deputado federal Kim Kataguiri comentou que a Blaze "comete fraude contra clientes". O Santos Futebol Clube, que tem a Blaze como patrocinadora master, analisou o caso e disse que não teme problemas contratuais.
Em 7 de junho, Daniel Penin lançou uma segunda parte ao vídeo, revelando que o domínio blaze.com.br, redirecionamento para o site principal blaze.com, tem como proprietário Erick Loth Teixeira, de acordo com o WHOIS, o que nunca foi comprovado. Seu nome e rosto foram borrados no vídeo. Em suas redes sociais, Erick aparece usando boné da Blaze em foto com Jon Vlogs, que já disse ser o responsável por coordenar a ação massiva de marketing do cassino via influencers. Em outra foto, Erick aparece com camisa da Blaze em uma foto com um grupo de pessoas ao redor do humorista Fábio Porchat. Penin afirma que antes de seus vídeos, o Instagram de Erick era aberto e que ele era seguido por muitas celebridades. Após os vídeos, Erick fechou sua conta — e os influencers pararam de segui-lo, segundo o youtuber. Em entrevista, Erick afirma que não é o dono da Blaze.
No dia 4 de setembro de 2023, a Anatel ordenou o bloqueio do site Blaze após decisão judicial do Tribunal de Justiça de São Paulo (TJSP). Após o bloqueio, a Blaze criou formas de burlar a decisão da justiça e permitir acesso de seus usuários, e recorreu da decisão.
Após este bloqueio inicial, o Tribunal de Justiça de São Paulo determinou o desbloqueio do site e das redes sociais da Blaze, por ter concluído pela inexistência de elementos que caracterizassem a prática de delitos nas suas atividades, o que tornou o bloqueio feito contra a empresa ilícito. Na mesma decisão, o Tribunal determinou a liberação de todo o dinheiro que havia sido bloqueado em nome da empresa. 
No julgamento em questão, o Tribunal de Justiça reconheceu "'que a montanha pariu um rato’, e o que se expressava inicialmente não se confirmou nas investigações sequentes, de sorte a tornar as cautelares despropositadas, a malferirem direito dos impetrantes”. Assim, foi reconhecido que as acusações anteriormente feitas contra a Blaze não possuíam fundamento e o site atuava de maneira regular. 
Finalmente, a Justiça de São Paulo reconheceu definitivamente a ausência da prática de quaisquer delitos pela empresa. Em razão disso, arquivou o procedimento criminal que existia contra a empresa. Segundo o Ministério Público de São Paulo, não foi constatada a prática de estelionato pela empresa no contexto da investigação policial realizada. Além disso, em razão da regulamentação da atividade das apostas virtuais no Brasil, por meio da Lei 14.790/2023, não haveria como se cogitar a prática de qualquer crime no funcionamento da empresa, sendo suas atividades lícitas.